# Église Saint-Mammès de Dannemois
L'église Saint-Mammès est une église paroissiale de culte catholique, dédiée au martyr cappadocien Mammès de Césarée, située dans la commune française de Dannemois et le département de l'Essonne.

## Situation
| \| Localisation de l'église Saint-Mammès dans l'Essonne. · Église Saint-Mammès \| Localisation de l'église Saint-Mammès dans l'Essonne. |
| Localisation de l'église Saint-Mammès dans l'Essonne. · Église Saint-Mammès                                                             |

L'église Saint-Mammès est implantée au centre du village de Dannemois, sur la rive gauche de la rivière l'École, à proximité directe du château de la Louvetière, ancienne possession de l'Ordre du Temple, face à une grand-place en herbe.

## Historique
Le début de la construction remonte au XIe siècle pour la nef, complétée au XIIe siècle par le clocher et au XIVe siècle par le chœur.
Une commanderie de l'Ordre du Temple était installée à proximité, il en subsiste deux tombes de templiers.
Au XVe siècle un portail latéral fut percé, protégé par un auvent, donnant une allure caractéristique à l'édifice.
Le 1er janvier 1900, le chœur qui représentait la moitié de la surface de l'église s'effondra. Le 26 septembre 1926, la nef et le clocher subsistant furent inscrits au titre des monuments historiques.

## Description
L'église est bâtie en grès de Fontainebleau. Au XIe siècle fut construite dans un style roman la nef massive de plan carré couverte d'une voûte en berceau. Au XIIe siècle fut élevé le clocher ajouré par des baies romanes géminées. Au XIIIe siècle s'ajoutait le bas-côté sud à deux travées voûtées. Au XIVe siècle fut ajouté à l'est le chevet accueillant le chœur dans un style gothique. Au XVe siècle furent ajoutés des butées en grès pour consolider le pignon et le bas-côté, un second portail fut percé, protégé par un auvent prolongeant la toiture. En 1900, le chœur s'effondra, ne laissant que les ruines du chevet. Les fonts baptismaux sont en grès sculpté.

## Galerie

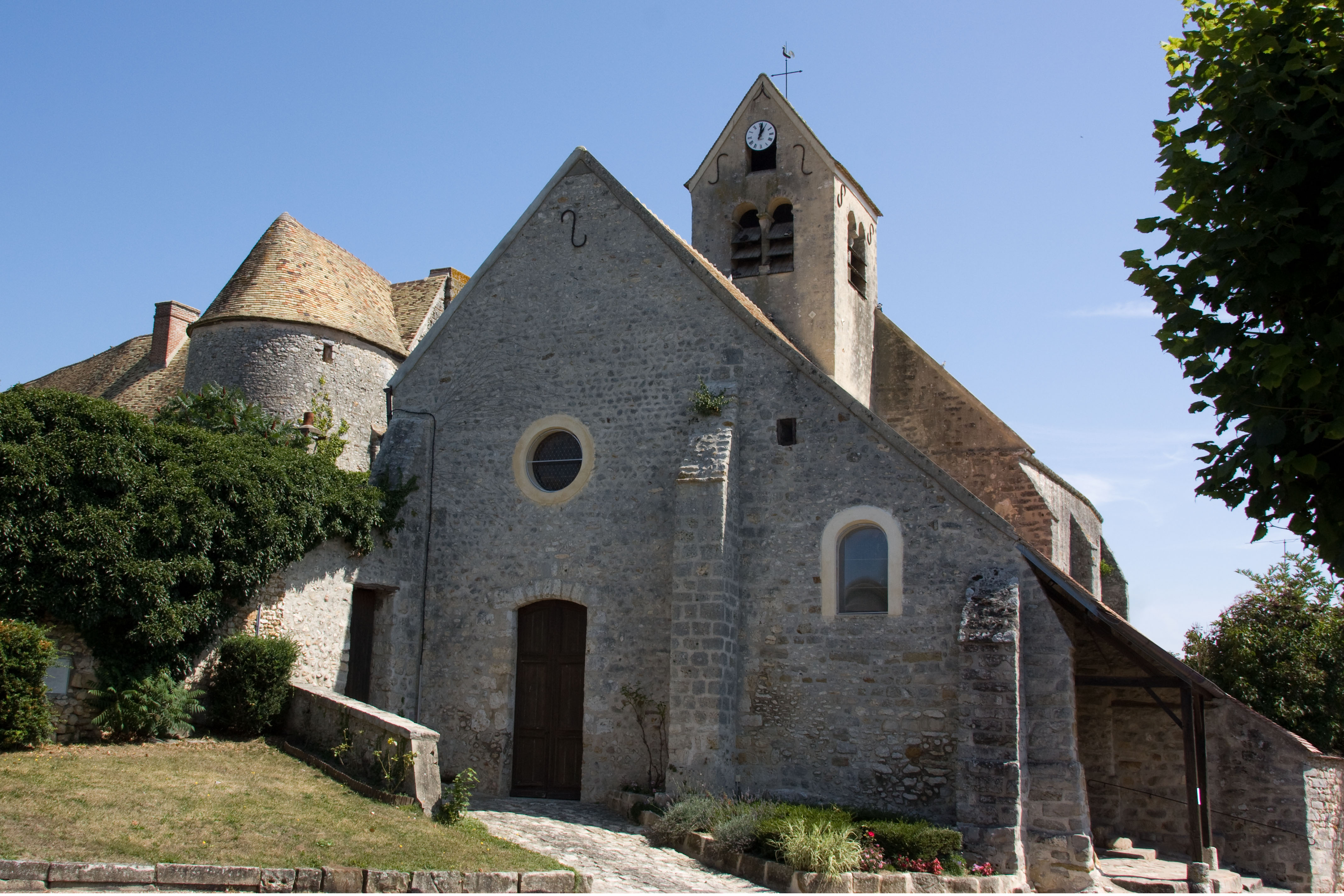
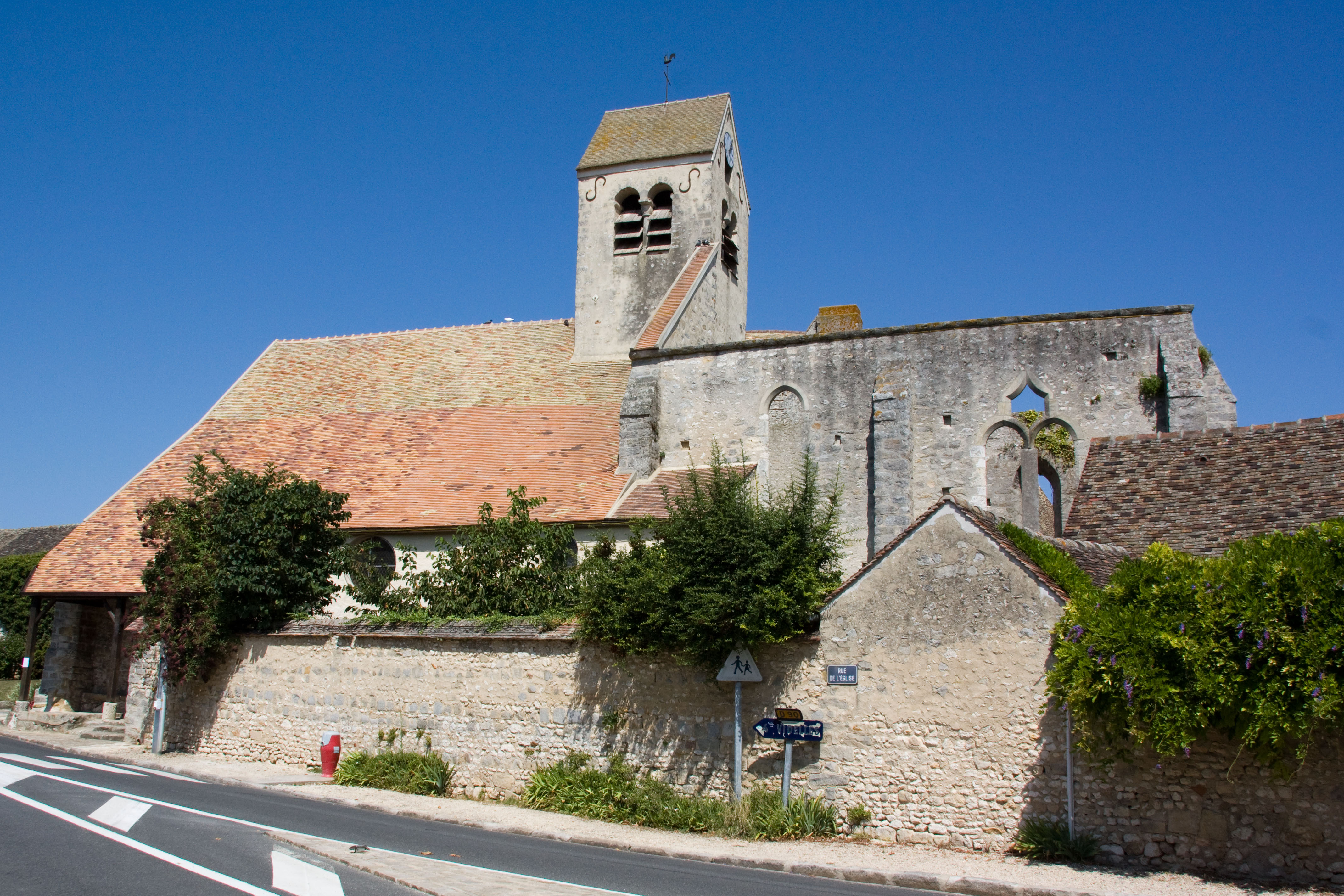
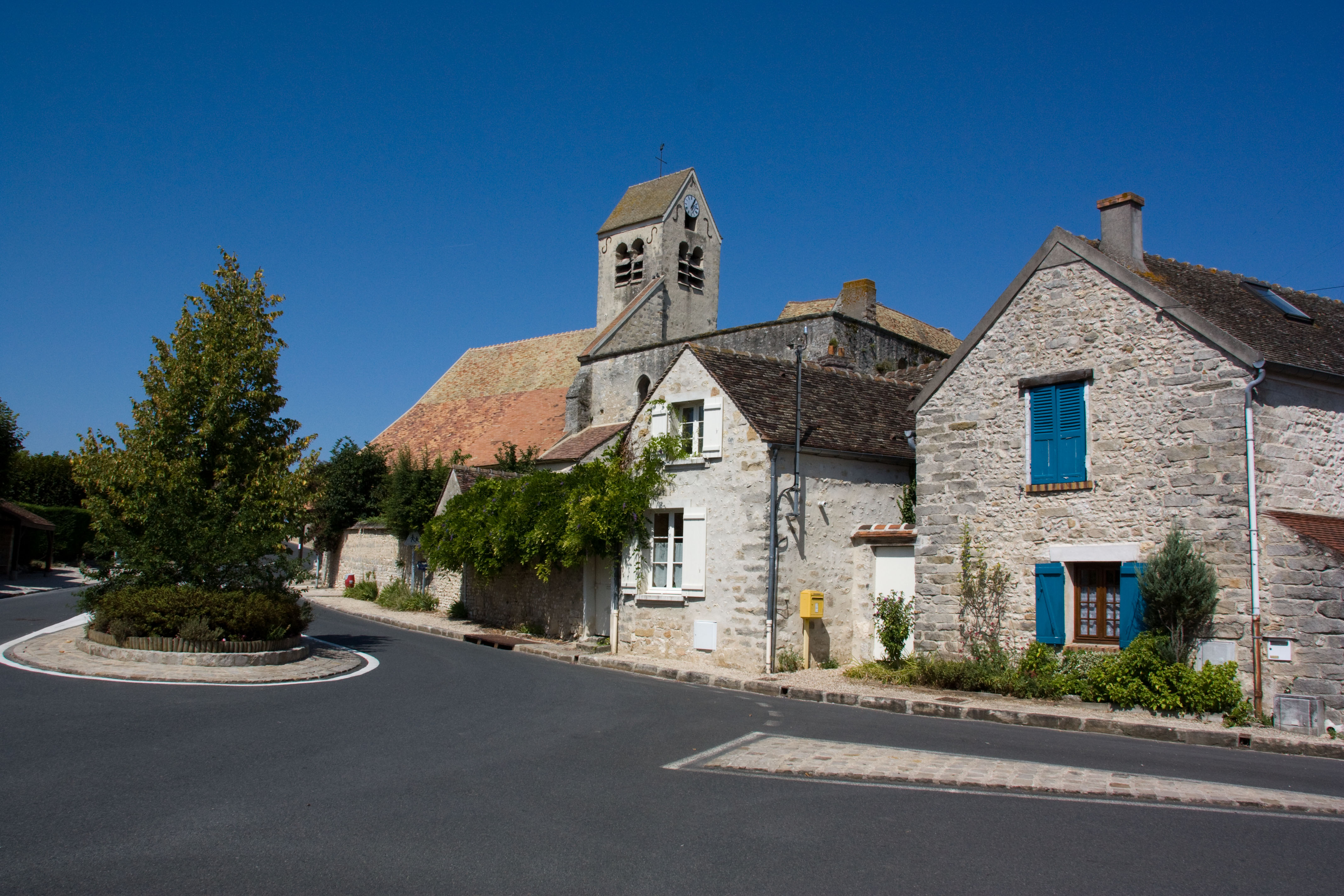
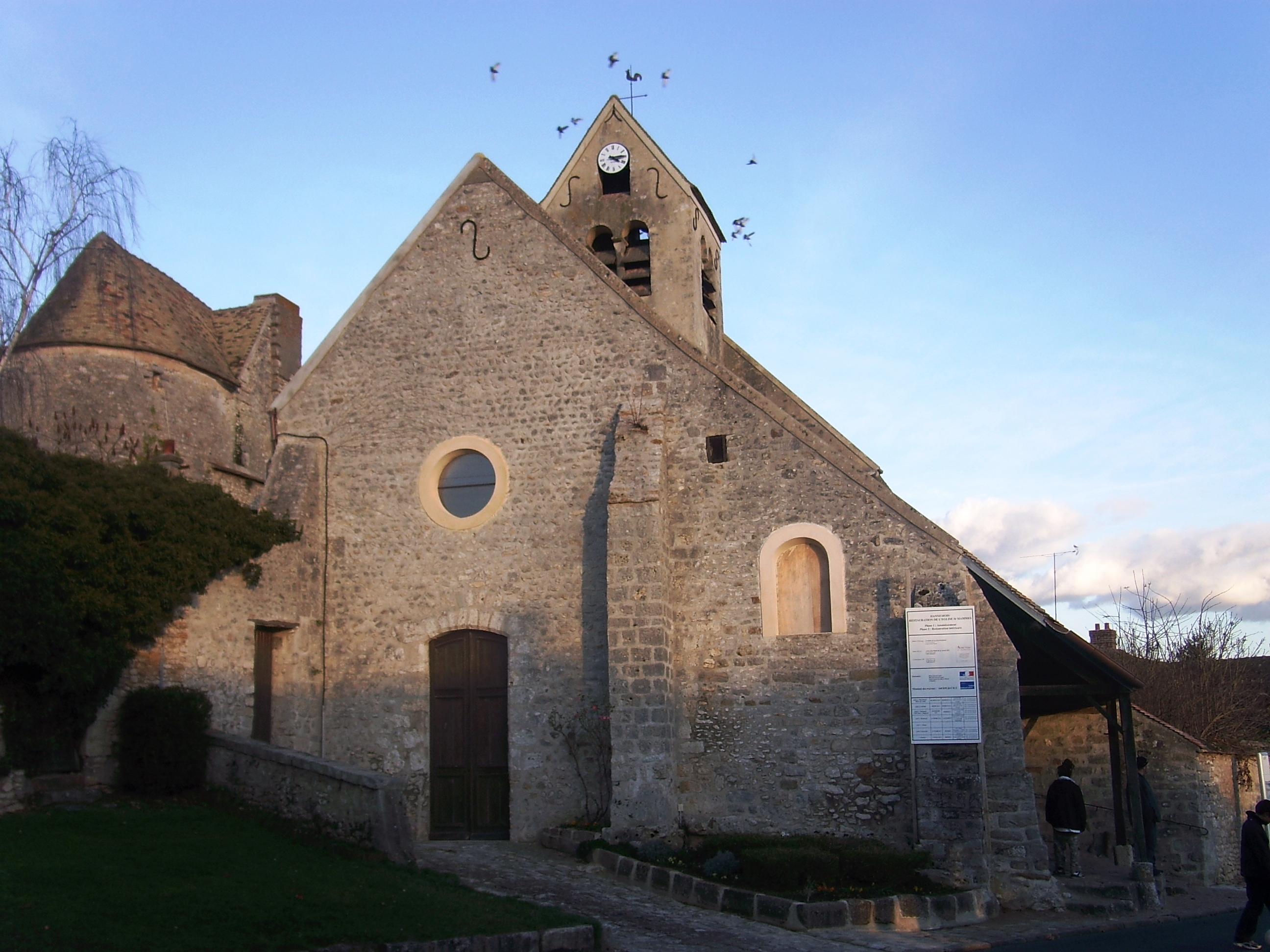

## Pour approfondir

## Sources
1. ↑  « Eglise », notice no PA00087880, sur la plateforme ouverte du patrimoine, base Mérimée, ministère français de la Culture Consulté le 24/08/2008.
2. ↑  L'église Saint-Mammès sur le site topic-topos.com Consulté le 24/08/2008.